# Unió Democràtica Popular
La Unió Democràtica Popular (en portuguès: União Democrática Popular, UDP) va ser un partit polític marxista de Portugal. L'UDP es va transformar en associació política en el seu 15è congrés a causa de la seva fusió amb altres partits d'esquerres creant el Bloc d'Esquerra.

## Història
El partit es va fundar el desembre de 1974 com un front de masses comú del Comitè de Suport a la Reconstrucció del Partit (marxista-leninista), la Unitat Marxista-Leninista Revolucionària (URML) i els Comitès comunistes revolucionaris (marxista-leninista), d'orientació maoista i hoxhista. L'UDP va presentar llistes al 1975 a les primeres eleccions legislatives després de la dictadura, aconseguint un diputat, que van aconseguir mantenir durant tres legislatures. Al 1991 es van presentar dins de les llistes del Partit Comunista, aconseguint de nou un escó.
El 1998 va passar a formar part del Bloc d'Esquerra després d'una fusió amb altres partits i moviments d'esquerra, transformant el partit en associació política.

## Resultats electorals
| Any  | Vots    | %           | +/-  | Escons  | +/- |
| ---- | ------- | ----------- | ---- | ------- | --- |
| 1975 | 44.877  | 0,79 (8.º)  | Nou  | 1 / 250 | Nou |
| 1976 | 91.690  | 1,67 (5.º)  | 0,88 | 1 / 263 | =   |
| 1979 | 130.842 | 2,18 (4.º)  | 0,51 | 1 / 250 | =   |
| 1980 | 83.204  | 1,38 (4.º)  | 0,80 | 1 / 250 | =   |
| 1983 | 27.260  | 0,48 (7.º)  | 0,90 | 0 / 250 | 1   |
| 1985 | 73.401  | 1,27 (6.º)  | 0,79 | 0 / 250 | =   |
| 1987 | 50.717  | 0,89 (6.º)  | 0,38 | 0 / 250 | =   |
| 1991 | 6.157   | 0,11 (12.º) | 0,78 | 1 / 230 | 1   |
| 1995 | 33.876  | 0,57 (7.º)  | 0,46 | 0 / 230 | 1   |